# Kalkoven Koffiepotje

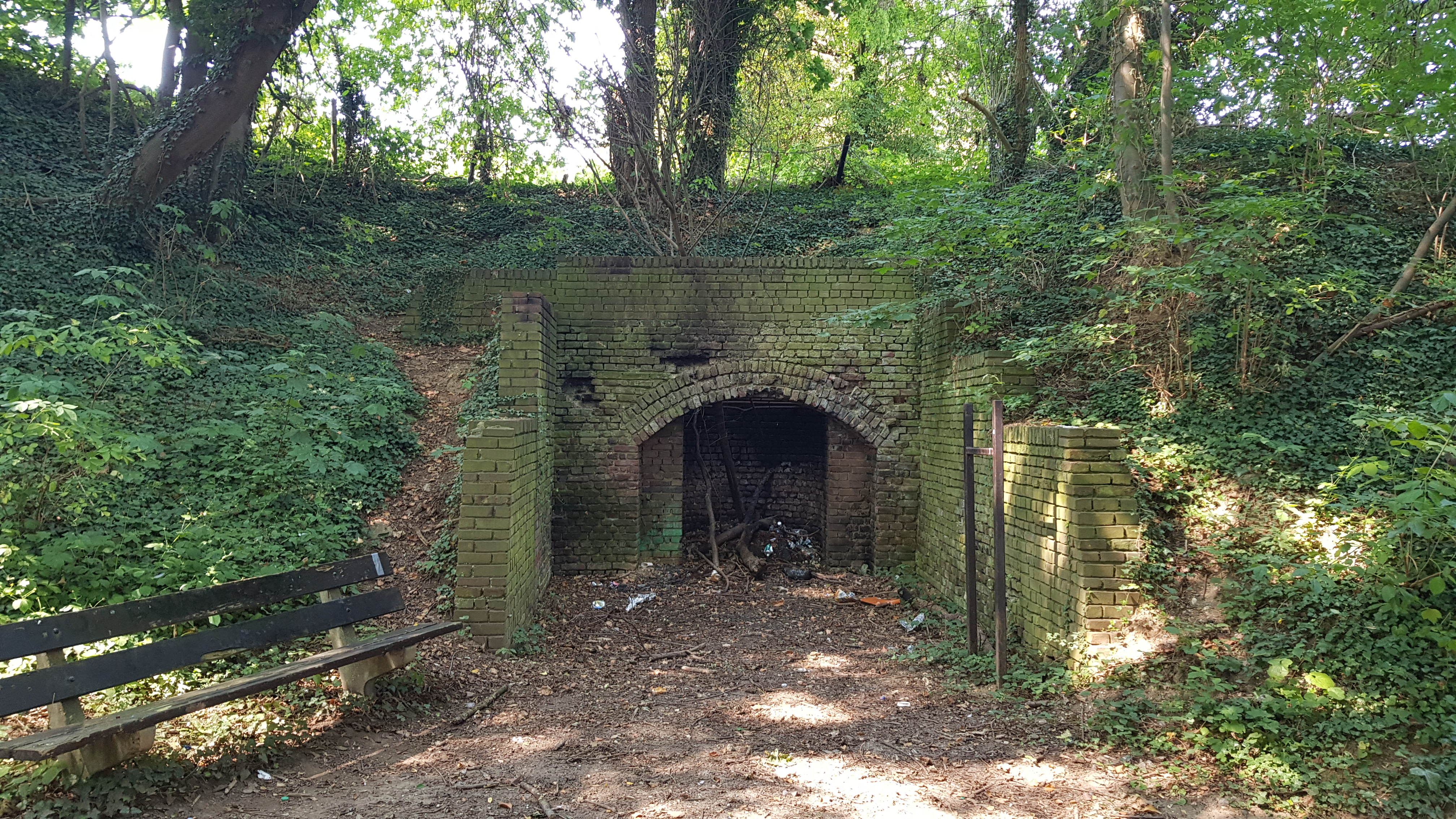
Kalkoven Koffiepotje

De Kalkoven Koffiepotje of 't Koffiepötje is een kalkoven en geologisch monument in Nederlands Zuid-Limburg in de gemeente Voerendaal. Het bouwwerk staat ten noordoosten van Ubachsberg aan de holle weg Breedenweg, een zandweg van Ubachsberg naar Welten (Heerlen).
Naar het noordwesten ligt de Kunderberg. Op ongeveer 1100 meter naar het zuidoosten ligt de Kalkoven Dalberg.

## Geschiedenis
In 1917 werd door H. Lintjens een vergunning aangevraagd voor de oprichting van een kalkbranderij met vier ovens (op perceel B 230). Ook werd er een kalksteengroeve aangelegd voor de winning van de grondstof.
In 1926 werd de locatie verlaten.
In 1984 werd de kalkoven Koffiepotje gerestaureerd door de Stichting Instandhouding Kleine Landschapselementen in Limburg (IKL).

## Kalkoven
De kalkoven heeft één ovenmond en is opgetrokken in baksteen.
In de kalkoven werd de ovenschacht gevuld met een laag harde kalksteenbrokken die naar grootte gesorteerd waren, vervolgens een laag fijnkool of cokes die diende als brandstof, vervolgens weer een laag kalksteenbrokken, weer een laag fijnkool/cokes, en zo werd de oven laag voor laag gevuld totdat deze vol was. Na het van onderen aansteken van de oven werd er een temperatuur bereikt van tussen de 500 tot 1000 graden Celsius. Hierbij werd de kalksteen omgezet in gebrande kalk. Na het uit de oven komen werd de gebrande kalk met water geblust.

## Geologie
Achter de kalkoven bevinden zich enkele groeves die gebruikt zijn voor het ontginnen van kalksteen voor het branden van kalk. Deze groeves zijn aangelegd in Kunrader kalksteen uit de Formatie van Maastricht, die bestaat uit harde en zachte kalksteenbanden. Op het niveau van de vloer van de groeve ligt de bovenrand van de kalkoven. Onder de Kunrader kalksteen bevindt zich het Zand van Benzenrade uit de Formatie van Vaals.
De holle weg waaraan de kalkoven ligt is ingesneden in het Zand van Benzenrade en van het plateau afkomstige erosiemateriaal.